# Escola da Amazônia
A Escola da Amazônia é um programa de educação ambiental instituído em 2002 em Alta Floresta (MT) pelo biólogo Silvio Marchini e pela empresária ambientalista Vitória da Riva Carvalho. Tem como objetivo conservar a biodiversidade da Amazônia brasileira por meio da educação, da comunicação e da extensão.
O projeto é desenvolvido pela Fundação Ecológica Cristalino (FEC), uma organização conservacionista sem fins lucrativos dedicada à proteção do bioma amazônico, com foco no Parque Estadual do Cristalino, no norte do estado de Mato Grosso.
O conceito proposto pela Escola da Amazônia tem sido reconhecido nacional e internacionalmente como um modelo promissor de educação para a conservação e a sustentabilidade na Amazônia.

## Conceito
O programa considera que o maior problema ambiental na Amazônia não é o desmatamento, a extração ilegal de madeira ou a abertura de estradas, mas sim a desinformação e a insensibilidade da sociedade em relação a esses problemas. Em outras palavras, a crise ambiental na Amazônia é, em última análise, uma crise da educação.
A abordagem da Escola da Amazônia está baseada no trinômio "pesquisa-intervenção-avaliação". A pesquisa visa a entender como conhecimento e atitudes determinam a maneira como as pessoas se relacionam com o ambiente amazônico. As intervenções de educação e comunicação levam em conta os resultados da pesquisa e têm como objetivo aumentar o conhecimento e mudar as atitudes de modo a melhorar tal relação. Por fim, as avaliações servem para determinar o impacto das intervenções e indicar maneiras de melhorar a sua eficiência.
O programa também se destaca por atuar em duas frentes distintas - a local e a global - e pela ênfase na integração entre esses dois mundos. As principais atividades locais são o projeto "Um Dia na Floresta" e "Práticas Alternativas" realizados por meio de oficinas, para crianças e jovens de Alta Floresta, respectivamente. Os "Workshops de Desenvolvimento Socioeconômico e Conservação da Biodiversidade" são oferecidos para aqueles que vivem longe da Amazônia. Finalmente, o programa "Escolas Irmãs" integra as frentes local e global por meio da cooperação entre escolas públicas de Alta Floresta e colégios particulares dos grandes centros urbanos, com benefícios acadêmicos para os dois lados e benefícios materiais para as escolas locais, já que parte da renda gerada pela participação dos colégios nos workshops é usada para subsidiar as atividades locais. Além disso, o colégio visitante é incentivado a doar livros e outros materiais escolares para a biblioteca da escola local.
Desse modo, a Escola da Amazônia visa a desenvolver um modelo de educação ambiental para a fronteira de desmatamento da Amazônia que seja sustentável dos pontos de vista institucional e financeiro. Por essa abordagem, em 2007 o projeto foi premiado no Whitley Awards . Esse prêmio é considerado o "Oscar Verde" e é entregue pela Princesa Anne da Inglaterra em uma cerimônia na Royal Geographic Society em Londres.

## Atividades
Projeto "Um Dia na Floresta":
Realizado por meio de oficinas gratuitas que têm como objetivo colocar os jovens de Alta Floresta de 11 a 14 anos de idade em contato direto com a floresta amazônica. As oficinas têm um dia de duração e são feitas em um fragmento de floresta bem preservado de 50 hectares, na região urbana de Alta Floresta. Os estudantes realizam caminhadas, observações da fauna e da flora, atividades artísticas e dinâmicas de grupo em plena floresta, tornando esse ambiente mais familiar e divertido.
Oficinas "Práticas Alternativas":
Oficinas gratuitas que têm como objetivo estimular entre jovens (15 a 19 anos de idade) do meio rural de Alta Floresta o interesse em atividades econômicas que não implicam na derrubada da floresta. Exemplo de tais atividades são a apicultura, o extrativismo vegetal e o ecoturismo. Além disso, as oficinas promovem a adoção de práticas em pecuária de corte e leite que causem menor impacto ambiental. As oficinas são ministradas por profissionais das diferentes atividades econômicas.
Workshops sobre Desenvolvimento Socioeconômico e Conservação da Biodiversidade.
São workshops de 8 dias de duração realizados na área urbana de Alta Floresta e na Reserva Particular do Patrimônio Natural (RPPN) do Cristalino. Os workshops oferecem aos participantes uma oportunidade única de imersão na realidade socioambiental da fronteira de desmatamento da Amazônia no norte do Mato Grosso. As atividades na cidade incluem entrevistas com representantes dos diferentes setores econômicos, da pecuária ao ecoturismo, além de visita a madeireira, fábrica de beneficiamento de castanha-do-pará, oficinas de artesanato e fazenda de piscicultura. Na RPPN, os participantes são expostos à teoria e à prática dos estudos ecológicos e do método científico: elaboram uma proposta de pesquisa, coletam dados no campo, analisam os dados, escrevem um relatório, preparam um pôster com os resultados, e os apresentam oralmente para o restante do grupo. No encerramento, os participantes discutem as oportunidades de integração entre desenvolvimento e conservação na região, e refletem sobre o papel da ciência e de sua responsabilidade individual sobre o destino da Amazônia.
Programa Escolas-Irmãs:
Programa que visa a integrar - acadêmica e economicamente - colégios particulares dos principais centros urbanos do país e escolas públicas de Alta Floresta. A integração acadêmica ocorre por meio de atividades conjuntas entre alunos visitantes e alunos das escolas locais. As atividades são especialmente elaboradas para promover o intercâmbio de informação entre os grupos. Parte da receita gerada pela participação do colégio visitante nos Workshops de Desenvolvimento Socioeconômico e Conservação da Biodiversidade é usada para bancar a participação de alunos e professores locais no workshop.

## Infraestrutura
Sede, localizada no escritório da Fundação Ecológica Cristalino, em Alta Floresta. A FEC proporciona apoio administrativo e logístico ao projeto.
Floresta Amazônica Hotel, onde são realizadas as oficinas do projeto Um Dia na Floresta. O hotel mantém uma mata de 50 hectares adjacente a um lago. Trilhas e uma torre de observação facilitam as atividades na mata. Um ninho de gavião-real, ou harpia (Harpia harpyja), que vem produzindo filhotes há vários anos, comprova que a mata, embora cercada de áreas desmatadas, é uma amostra representativa da floresta amazônica. O hotel oferece também um de seus auditórios como sala de aula.
Ilha Ariosto da Riva, no rio Teles Pires, próxima à foz do rio Cristalino, a uma hora de carro de Alta Floresta. Com 570 hectares, alojamentos e cozinha, e administrada pela FEC, a ilha oferece um ambiente apropriado para oficinas de dois ou três dias de duração.
RPPN do Cristalino, adjacente ao Parque Estadual do Cristalino. É nessa reserva de 7 mil hectares que são realizadas as atividades sobre biodiversidade dos Workshops de Desenvolvimento Socioeconômico e Conservação da Biodiversidade. A reserva dispõe de trilhas e uma torre de observação de 50 metros de altura. A acomodação na reserva e o apoio logístico, incluindo transporte terrestre e fluvial, são proporcionados pelo Hotel de Selva Cristalino .

## Escolas participantes
- Colégio Bandeirantes
- Escola Vera Cruz (ensino médio)
- Colégio Santo Américo
- Colégio Albert Sabin
- Colégio Móbile
- ISMART
- Escola Estadual Rural do Mundo Novo
- Escola Estadual Rural Ouro Verde
- Escola Municipal Geny Silvério Dalarincy
- Escola Estadual Marinês Fátima de Sá Teixeira
- Escola Estadual Jaime Veríssimo de Campos
- Escola Municipal Benjamim Teixera
- Escola Particular Construindo o Saber